# Fenoverine
Fenoverine (INN) là một loại thuốc chống co thắt.